# Шаганська фортеця
Шаганська фортеця (азерб. Şağan qalası) — оборонна споруда, останки якої розташовані в селищі Шаґан, у Хазарському районі міста Баку. Розпорядженням Кабінету міністрів Азербайджанської Республіки від 2 серпня 2001 року останки фортеці взяті під охорону держави як архітектурна пам'ятка історії та культури національного значення (інв № 94).

## Опис

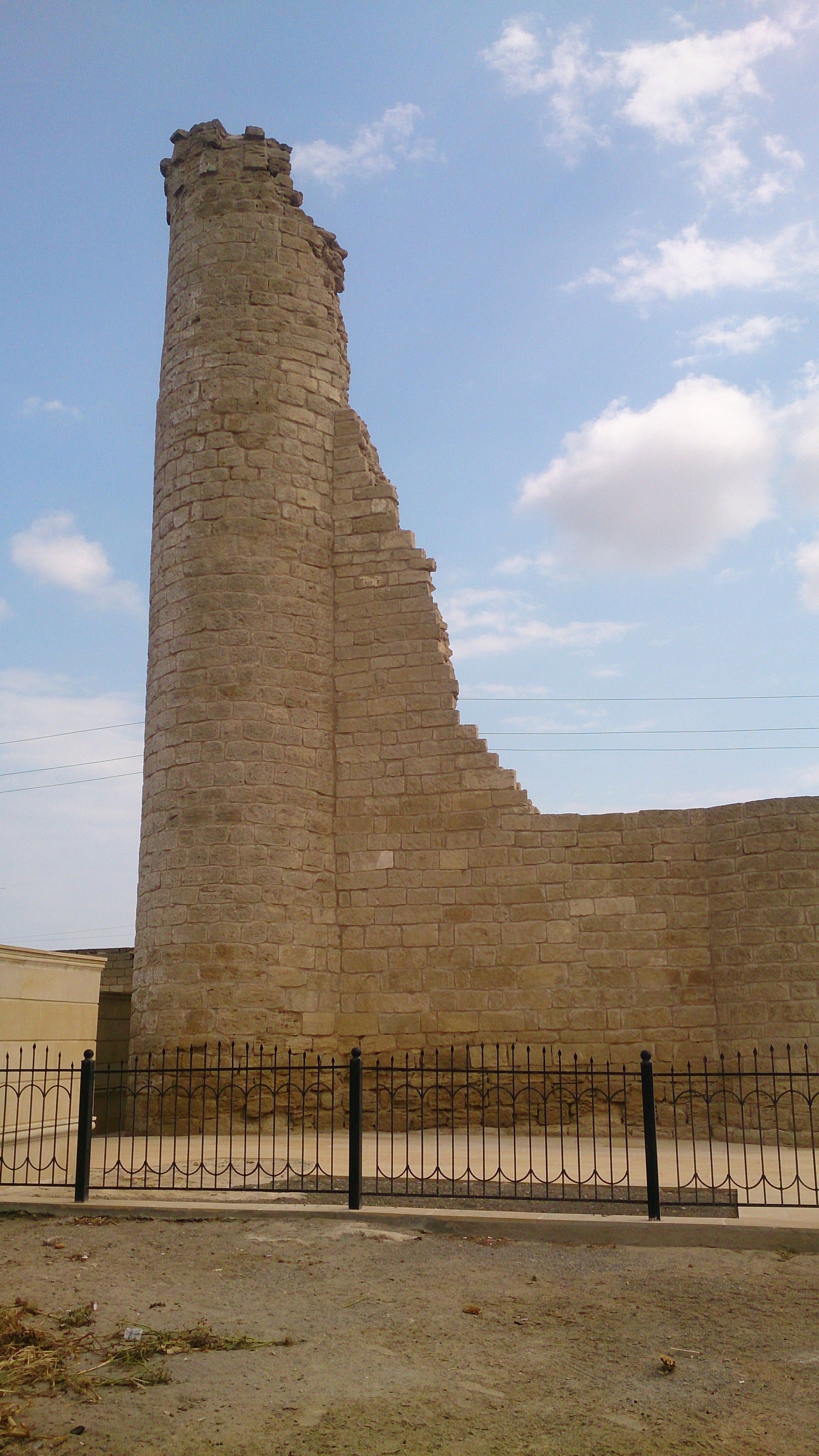
Останки донжону. На самому верху видно сліди машикулів.

Фортеця мала прямокутний донжон, частина руїн якого збереглася донині. Донжон складався з трьох ярусів, на донжоні збереглися сліди машикулів. За свідченням Ш. Фатуллаєва-Фігарова, навколо донжона збереглися також сліди фортечних стін, які за його життя зникли під новою забудовою.